# Guizotia abyssinica

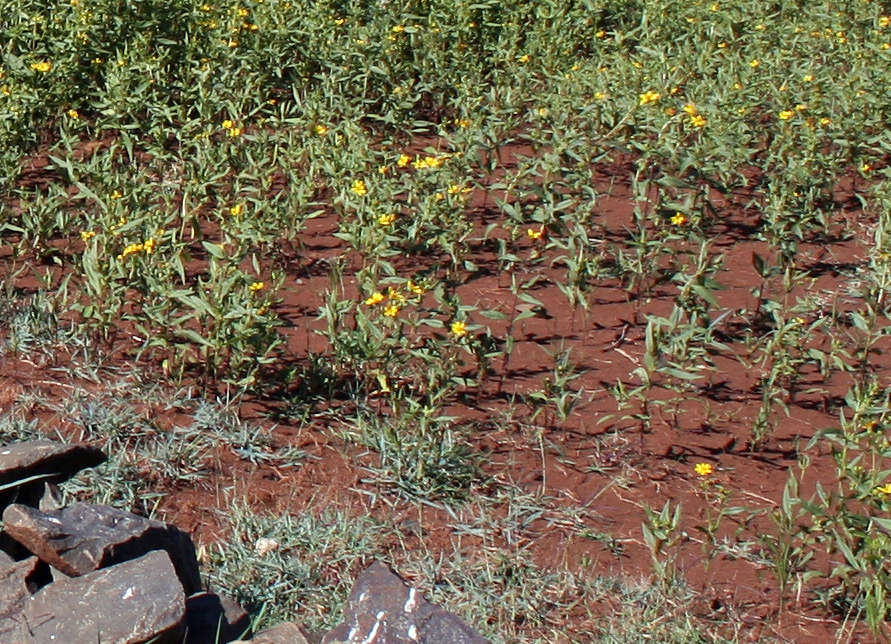
Guizotia abyssinica en Etiopía

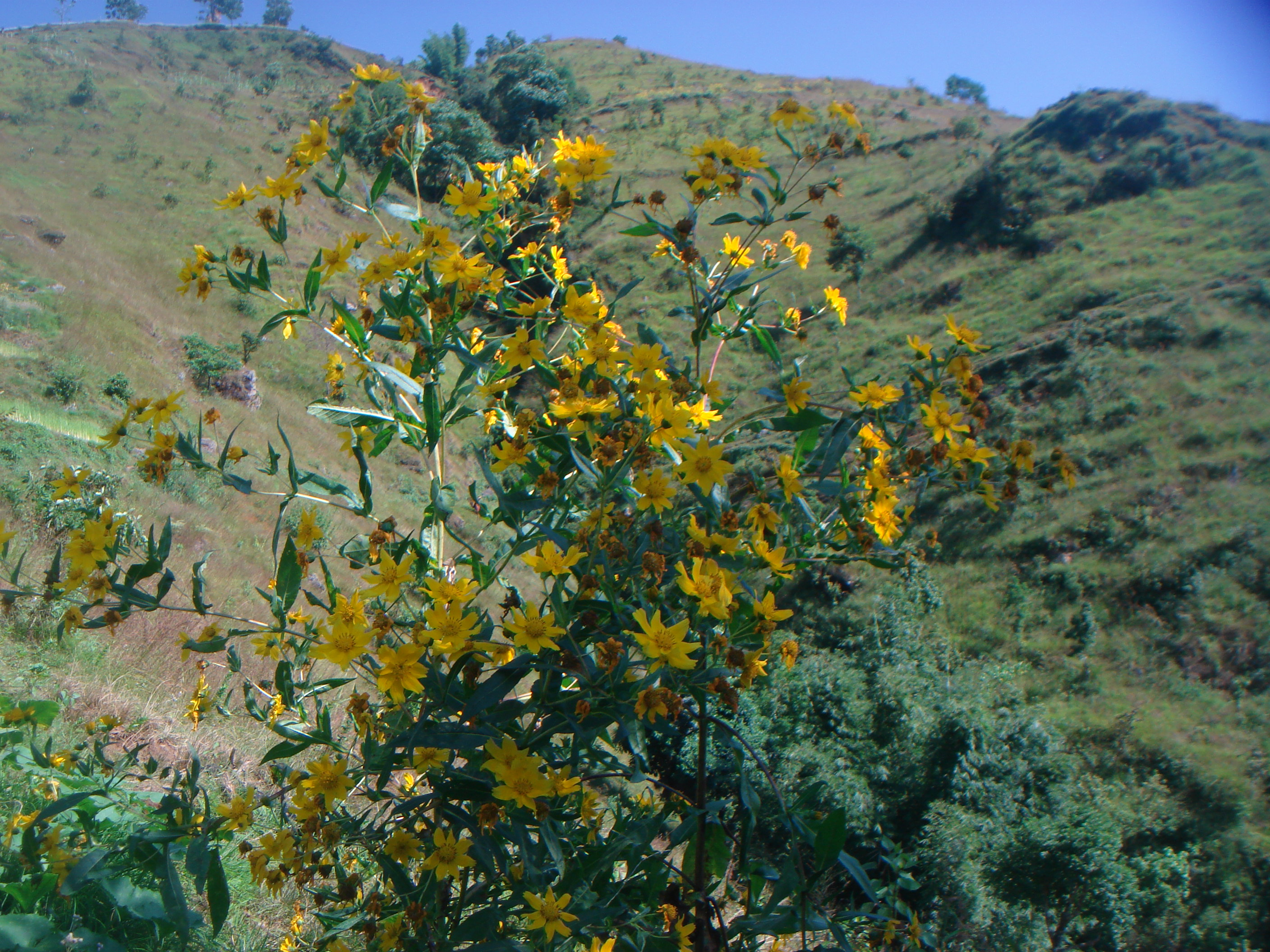
Guizotia abyssinica

La Guizotia abyssinica o nug (Ethio-Semitico ኑግ nūg) es una planta herbácea anual, cuya semilla y el aceite extraído de la misma son comestibles. Tiene otros nombre como negrillo, niger o ramtil (ramtilla).

## Descripción
Guizotia abyssinica tiene las lígulas de color amarillos de más de 8 milímetros. El aquenio es oblongoideo, sin vilano ni corona apical.

## Distribución
Guizotia abyssinica es natural en África desde Etiopía hasta Malawi. En Europa es una especie introducida naturalizado en ambientes nitrificados.

## Uso
Se comenzó a cultivar en las tierras altas de Etiopía y de allí se extendió por todo el territorio.